# Трстеник
Трстеник је градско насеље и седиште истоимене општине у Расинском округу. Смештен је на реци Западној Морави. Према попису из 2022. било је 13.476 становника.

## Географија
Трстеник се налази на 43° 37′ и 21° ИГД, око 205 километара јужно од Београда, 115 km од Ниша, 74 km од Крагујевца и 60 km од Чачка. Надморска висина Трстеника је 171,4 метра, а највиши врхови у овој области су Самар (922 m), највиша тачка Гледићких планина, Мали врх (922 м), Поглед (736 м) и Чикар (736 м). Кроз Трстеник протиче Западна Морава.
Кроз Трстеник пролази магистрални пут Појате-Краљево. Кроз Трстеник пролази железничка пруга Сталаћ-Пожега.
Овде се налазе Запис храст код цркве (Трстеник) и Запис храст на тргу (Трстеник).

## Историја

### Праисторија
У околини Трстеника, досад нису пронађени остаци из каменог доба, али су откривена неколико налазишта из периода неолита.
Најзначајнија налазишта се налазе у селу Пољни на падинама Благотина(6. миленијум пре нове ере) и у селу Страгари, у пољу крај Риљачке реке(5. миленијум пре нове ере).
Ископавања на археолошком налазишту Благотин показала су да је ово место било насељено још за време раног неолита(7. миленијум пре нове ере), а да се насеље успело одржати током неолита, бронзаног доба и гвозденог доба. Ископавања су открила 7 полуземуница које су грађене око централног трга, где се претпоставља да се налазило светиште по многим пронађеним култним предметима. У центру су пронађене две фигуре великих димензија (30 цм) за које се претпоставља да представљају богињу земље и плодности, то је изузетан проналазак јер је изузетно ретко да се на истом месту нађу две фигуре богиња већих димензија.
Становништво се бавило сточарством и земљорадњом о чему сведоче пронађене кости животиња, посуде за чување житарица, керамички модели, а пронађена је и пшеница у светилишту.
Благотин је остао настањен и у каснијим периодима (о чему сведоче пронађени антички новац и средњовековне керамике), али је није имао значај као насеље из неолитског доба.
На улазу у село Страгаре налази се археолошко неолитско налазиште Шљивик. На основу откривених камених и керамичких тегова може се закључити да је риболов био веома значајан, као и лов. Богатство природе животињским светом, реке пуне рибе и удаљеност од главних омогућили су несметани живот неолитском човеку за два миленијума. Култни предмети показују да су практиковали разне ритуале везане за промене у природи (смена годишњих доба) као и за вечити животни циклус рађања и умирања.
Становници неолитског насиља Страгара бавили су се земљорадњом, сточарством, ловом и риболовом. Неолитски Страгари су центар културе млађег каменог доба насталог како под утицајем мигрантских струјања и насељавањем ових простора тако и значајним достигнућима домаће популације.
Погодан терен, плодно земљиште допринели су томе да на подручју Трстеника створи велики број античких насеља.

### Историја антике и средњег века општина Трстеник
Најзанимљивији антички локалитети у општини Трстеник се налазе на ниским речним терасама, на десној обали реке Западна Морава у селима Рибник, Почековина (потеси Грабак и Селиште) и Стопања. На левој обали реке налази се локалитет Шавран мала у Богдању, локалитети у Великој Дренови су код потеса Топоничка река и Пањак.
На потесу Грабак у Почековини је пронађен новац (од 2. до 4. века), одломци цигле и тегуле, фрагменти керамике, фибуле разних облика, али и цели судови. На основу ових налаза закључено је да је у питању вишеслојни локалитет насељаван од антике све до средњег века.
Трагове већег римског објекта, највероватније виле типа рустика, налазимо и у селу Велуће – на потесу изнад истоименог манастира и изнад данашње школе. И данас сељаци, који обрађују њиве на том потесу, наилазе на уломке керамике, фрагменте фибула и прстења, римски новац.
Село Пољна, познато по свом неолитском налазишту, на потесу Басат има богато античко налазиште са остацима старих кућишта и гробовима где су пронађене гривне и бакарни новац.
У трстеничком селу Риђевштица, уз леву обалу реке Сребрнице, у близини њеног изворишта откривени су остаци мањег утврђења. Овај потес мештани зову Градац. Међу њима постоји легенда да су „тај град сазидали Латини и да им је ту била ливница сребра“, те да су мештани, поред других вредних налаза, пронашли чак и јабуку од злата. Утврђење, где се разазнају две фазе градње је елипсоидног облика, а са једне стране је изграђен одбрамбени ров. Приликом орања, сељаци у подножју Градца, проналазе уломке керамике који припадају касноантичком периоду.
Утврђење Градиште (Град) се налази у селу Доњи Дубич, на надморској висини од 519 м. Због стрмих страна на којима је утврђење подигнуто, оно има два нивоа. Према наводима неких ранијих истраживача, унутрашњост горњег града је била испуњена зидовима и поплочана циглом, а међу највреднијим налазима су наковањ, мали будак и половина жрвња, мада је било и вредног (сребрног) новца који су сељаци након проналаска продавали. Утврђење Градиште је смештено тако да гравитира ка двема долинама – ка уској долини Љубостињске реке на западу и плодној широкој долини Риљачке реке на истоку. Мада ово утврђење није имало неки већи стратешки значај, због легенди које су остале сачуване у народном предању може се претпоставити да је у питању мање властелинско насеље.
Утврђење Јеринин град у Грабовцу је најпознатије трстеничко утврђење. Смештено је на вису, уз саму леву обалу Западне Мораве. Данас су на утврђењу, поред зида дужине око 500 м (који је у горњем делу широк 8 метара) и одбрамбеног рова (дубине око 4 метра), видљиви остаци две куле, а унутар утврђења и трагови мањих грађевина. Ово утврђење је, највероватније, живело током византијског периода све до 13. века, јер га богати историјски извори 14. и 15. века не помињу.
Утврђење се налази на важној стратешкој тачки, што му је омогућавало да контролише прелаз из краљевачке у крушевачку котлину, и уз налазе на другим античким локалитетима, сведочи о развијеном економском и трговачком животу дуж котлине Западне Мораве све до 13. века, односно до доласка Турака на ове просторе.
Највреднији налаз је, свакако, илирско-грчки шлем (5. век пре Христа) који је добро очуван, поседује правоугаони отвор. На чеоном делу шлема, налази се већи клинац, а на калоти два паралелна платична ребра на одстојању. Шлем се чува у Народном музеју у Београду (инв.бр.645/1). Пронађен је 1870. године на месту старог Трстеника, на имању Петра Живановића. Данас није могуће утврдити одакле шлем потиче, али неки археолози сматрају да је у питању Јеринин град у Грабовцу.
Два најпознатија средњовековна манастира на територији Општине су Велуће и Љубостиња.

### Новија историја Трстеника
Током старог века око Западне Мораве живело је илирско племе Трибали. Римљани су ове просторе освојили у 1. веку нове ере. Из римског периода потиче каструм на месту Стражба, на десној обали реке, као и налазишта у селу Бучју, Доњем Дубичу и друга још недовољно истражена. Највећи допринос крају Римљани су дали у 3. веку, када је донета винова лоза, чиме је виноградарство кроз векове постало једна од најзначајнијих делатности становништва.
У средњовековној Србији, трстенички крај припадао је жупама Морава и Левач. Први писани помен Трстеника, налази се у Лазаревој повељи манастиру Раваници из 1381. године, којом је метох Трстеник поклоњен овом манастир. Из средњовековног периода потичу и манастири моравске архитектонске школе, Љубостиња и Велуће.
Године 1427. Турци су освојили Крушевац и област Трстеника. У долини Западне Мораве Османлије су изградиле тврђаву Грабовац. Након коначног пада Српске деспотовине 1459, Трстеник је постао значајна станица за турске караване. Према опису аустријског потпоручника Паула Јозефа Митесера, Трстеник је 1784. године имао: "... 43 турске куће, 17 хришћанских, 2 хана, 1 џамију, 2 кафане, 2 пекаре. Становништво чине Турци, Цигани, Цинцари и покоји одрођени Србин." Тадашњи Трстеник се налазио 2 km западно од садашњег града, у близини села Осаоница.
Током борби за превласт над Србијом, које су у 17. и 18. веку водиле Аустрија и Турска, српски народ се окренуо ка Хабзбуршкој монархији као хришћанској, иако католичкој држави. С друге стране, Хабзбуршка монархија се трудила да пропагандом привуче што већи број Срба на своју страну, а велика пажња је посвећена Трстенику као пограничном турском насељу. За време последњег аустро-турског рата, који је познат као Кочина Крајина (1788–1791), седиште српских устаника на челу са Кочом Анђелковићем је било у манастиру Љубостиња, где је и прочитан проглас о дизању народа на устанак против Турака и где су одржавана саветовања побуњених трстеничких кнезова. Након угушења Кочине Крајине, Турци су опустошили побуњени трстенички крај и спалили манастир Љубостињу. У годинама које су уследиле, Трстеничани су узимали учешћа у свим оружаним дејствима против Османлија, али се након Другог српског устанка (1815) подручје Трстеника нашло подељено између новообновљене Српске државе и Османског царства– река Западна Морава је била граница. Подручје општине Трстеник наћи ће се у саставу Српског књажества, тек 1833.
После добијања аутономије Књажевине Србије, књаз Милош Обреновић је у периоду 1832-1838. наредио изградњу новог насеља на десној обали Западне Мораве. Седамдесетих година 19. века Трстеник је добио основну школу, пошту, апотеку, банку и први парни млин. Године 1899. преко Западне Мораве је изграђен челични мост, а следеће године нова Црква Свете Тројице. Пруга Сталаћ-Краљево је отворена 1910.
После Првог светског рата у граду су саграђени нови објекти и велики део старог града данас датира из тог периода. Након Другог светског рата, Трстеник је доживео значајан индустријски развој уз оснивање фабрике хидрауличних и пнеуматских система Прва петолетка. Током периода санкција у последњој деценији 20. века град је стагнирао. Последња деценија 20. века је донела нове сукобе. У грађанском рату током последње деценије 20. века распала се СФР Југославија, а у НАТО агресији из 1999. године, поред војних циљева страдали су и цивилни објекти. Тако је 30. априла 1999. бомбардован и срушен Гвоздени мост, на свој стоти рођендан.
Овде се налазе Завичајни музеј Трстеник, Катића кућа у Трстенику и Кућа Љубице Милосављевић.

### Грнчарски занат у Трстенику
У трстеничкој општини неолитска налазишта Благотин и Страгари (село Пољна) обилују налазима керамике која сведочи о разноврсној употреби производа од печене земље још у неолитском периоду.
О грнчарској производњи на територији трстеничке општине и у османском периоду посебно сведочи локалитет Басат (село Пољна, Левач). Пример за то је ископана црепуља из 15/16. века, која је готово идентична са новијим примерцима женских црепуља. Ова басатска црепуља на унутрашњој страни дна има урезан крст, дебелих је зидова, неправилног облика, и највероватније није занатске израде. Црепуље су иначе најтипичнији примерак женске керамике. У питању је плитка посуда која служи за печење хлеба на отвореном огњишту. За црепуљу се сматра да је сачувала свој првобитни облик још из праисторије и представљала је незаобилазан кухињски инвентар не само у Србији већ и у Македонији, Црној Гори, Грчкој, Бугарској и Албанији. Израда црепуља (гажење црепуља) је традиционално био женски посао, саставни део кућне радиности, па се зато овај тип грнчарског суда назива женском керамиком, мада црепуље данас у Централној Србији израђују и мушкарци. Док су женске црепуље неуједначених димензија и квалитета (у зависности од умешности домаћице која их је правила), мушке црепуље су увек са рупом у средини, уједначених димензија, подједнаке дебљине зидова, лакше и чвршће. Такође, мушке црепуље су се, за разлику од женских, увек пекле пре прве употребе.
У развоју нашег грнчарства, одлазак грнчара у печалбу представља занимљиву етнолошку појаву. Пиротски грнчари су преносили своју грнчарију у крајеве где није било домаћих градских грнчара, а где их је било – подешавали су своју производњу локалним традиционалним облицима. Грнчари су, као и други печалбари, одлазили у печалбу с пролећа а враћали се у родни крај с јесени. Мајстори грнчари закупљују просторију за радионицу на периферији града и држе је и по неколико година. Понекада би мајстор, у место где му је била радионица, доводио и целу породицу да се ту трајно настани (као што је то био случај са пиротском породицом Стојановић која се доселила у Трстеник где њихови потомци и данас живе и раде). Са собом је мајстор увек водио помоћнике – шегрте и калфе – из пиротских и белопаланачких села. Често се дешавало да један помоћник промени и по неколико мајсторских радионица пре него што отвори сопствену. Почетком 20. века, преко сто грнчарских радионица западно од Велике Мораве држали су Пироћанци, а слична је ситуација и данас са њиховим потомцима.
Ипак, чини се да је прича трстеничких грнчара из пиротске породице Стојановић мало другачија – имали су радионицу у најпрометнијој трстеничкој улици, а њихови рођаци који се сећају ове радионице кажу да је подсећала на малу фабрику и да је у њој увек било пуно мајстора, те тројица/четворица пиротских шегрта на обуци.
Ова породица пиротских грнчара потиче из пиротско-белопаланачке области која је заузимала прво место у Србији, не само по грнчарству, бројности и разноврсности судова који су се производили, већ и по броју грнчара-печалбара који су се из овог краја разливали по читавој Шумадији, Војводини и шире. У прилог томе говори и податак да су почетком 20. века у 38 вароши и варошица западно од Велике Мораве радиле 103 грнчарске радионице које су држали Пироћанци.
O значају и снази трстеничких грнчара у периоду између два светска рата говори податак да су Љубиша Милић и Лука Михајловић, обојица из Александровца, грнчарију за своје дућане набављали све до 1944. из Трстеника. Грнчарију им је довозио абаџија Тула из Стањева.

## Култура

##### Најзначајније грађевине
После Првог светског рата, патријархална паланка мења свој лик у духу времена. Данашње старо језгро града добрим делом потиче из овог периода. Најстарија очувана зграда је кућа угледног трговца и народног посланика Петра Катића. Сматра се једном од најлепших варошких кућа моравске Србије из друге половине 19. века и заштићена је Законом о заштити културних добара Републике Србије. Зграда у основи припада типу моравске куће са примесама оријенталног стила. Складних пропорција, са спратом и два раскошна, симетрично положена и нешто истурена доксата, пројектована је да покаже углед и моћ њеног власника. У приземним собама биле су углавном пословне просторије Катићеве трговине, док су на спрату биле породичне и гостинске собе. Данас је ова кућа у приватном власништву, напуштена и прилично руинирана, без одговарајућег старања о њеном изгледу и културолошком статусу.
Зграда Скупштине општине датира из 1935. године. Саграђена је на месту некадашњег Начелства. Унутрашњост зграде украшена је делима академских сликара. Са црквом Свете Тројице и старом школом, општинска зграда доминира градским тргом. Испред ње се налази уређени градски парк са фонтаном и увек пуним шеталиштем. У парку испред Општине, на постаменту доминира скулптура кнегиње Милице, рад вајара Драгољуба Димитријевића. Ово монументално дело је подигнуто 2015. године, поводом 610 година од смрти Кнегиње Милице.
У важне споменике можемо убројати и мостове на Морави. Први Гвоздени мост на Западној Морави је подигнут 1899. године. При надирању Аустроугарске војске у Трстеник, тај Гвоздени мост је порушен 1915., да би после Првог светског рата мост био обновљен средствима ратне репарације. У НАТО агресији на Србију мост је уништен 1999. године. На његовом месту подигнут је нови Гвоздени мост 2000. године
Недалеко од њега, низводно, налази се Бетонски мост на Западној Морави, подигнут 1985. године. У Трстенику постоји и висећи мост, према Осаоници, који је важан стратешки објекат за водоснабдевање града.

##### Културно-историјски споменици
Велики је број знаменитих људи трстеничког краја, у разним областима људског стваралаштва. Међу њима су историјске личности, ратници, лекари, научници, уметници, књижевници, инжењери, просветни радници, спортисти, привредници и пољопривредници. Трстенички крај је дао српској науци и култури три академика – Миодрага Ибровца, Драгомира Ћосића, Добрицу Ћосића као и српског патријарха Германа. У Трстенику је рођен и оснивач листа „Политика“ Владислав Рибникар. Из села Пољна, у трстеничкој општини, је Радомир Рака Љутовац, српски војник који је топом са Метиног брда у Крагујевцу, први на свету, оборио непријатељски ваздухоплов у Првом светском рату.
Бројним бистама и споменичким обележјима, пажљиво распоређеним по центру града, остављени су генерацијама које долазе, на сећање ови трстенички великани:
- Биста Радоју Раки Љутовцу (у његовом родном селу и испред зграде Суда)
- Биста Миодрагу Ибровцу (испред зграде Комитета)
- Биста Крсти Босанцу (испред зграде Народног универзитета)
- Биста Живадину Апостоловићу (у истоименој основној школи)
- Биста Миодрагу Чајетинцу Чајки, народном хероју (у истоименој основној школи)
- Биста Кнегињи Милици у згради Општине
- Биста Војиславу Танкосићу испред ЕПС-а
- Спомен обележје Живадину Апостоловићу (испред Дома културе)
- Спомен обележје Василију Анђелковићу (испред зграде Народног универзитета)
- Спомен обележје на месту где је била прва Пошта у Трстенику (на углу Обилићеве улице и улице Цара Лазара)
- Спомен обележје на згради Музеја где је била прва електроцентрала
- Споменик испред прве школске зграде поводом двеста година школства у општини Трстеник

Поред бројних бисти и спомен обележја, Трстеник је богат и низом споменика у готово свакој месној заједници општине Трстеник. Ови споменици красе платое испред сеоских Домова културе и представљају подсећање на јунаке великих ратова и знамените личности.
Најмонументалнији споменик у трстеничкој општини је споменик на Попини. Споменик је подигнут на месту где се 1941. догодила Попинска битка у коме се један партизански одред супротставио бројно јачем немачком одреду. Споменик је рад Богдана Богдановића.
Поред њега, својом композицијом се издваја споменик кнегињи Милици испред зграде Општине. Споменик је ливен у бронзи, висок је три метра и поклон је граду Трстенику од стране ктиторке Радмиле Милентијевић. Споменик је дело чувеног вајара Драгољуба Димитријевића и подигнут је поводом 610 година од смрти кнегиње Милице.
На десној обали Западне Мораве, између Гвозденог и Бетонског моста, уређено је шеталиште које почиње парком. У парку доминира споменик Ослободиоцима Трстеника (из 1951) коме су 1999. године, лево и десно, додата два поломљена крила са именима страдалих Трстеничана у ослободилачким ратовима деведесетих година. Шеталиштем се, низ бедем, спушта као градској плажи, популарном одредишту Трстеничана за време топлих летњих дана.
Овде постоје Трстеничко позориште, Народна библиотека Јефимија, Народни универзитет Трстеник и Соколско друштво „Бошко Југовић“ Трстеник.

## Образовање
У репрезентативне архитектонске објекте убраја се и зграда некадашње основне школе „Свети Сава“ из 1873. године. Налази се непосредно поред градске цркве, на чијем је имању изграђена. Пројектовао ју је аустријски инжењер Франц Винтер, који је од 1872. по налогу српске владе радио на регулационом плану Врњачке Бање и Трстеника. Обновљена је и данас се у њој налазе просторије Социјалистичке партије, Савеза бораца и одељење Историјског архива Крушевац.Ученици трстеничких школа редовно постижу успехе на републичким и међународним такмичењима у разним областима. Школовање ученика финансијски помаже Фонд за младе таленте општине Трстеник.
У Трстенику постоји и Дом ученика средњих школа који се бави смештајем и исхраном ученика и студената. Завршава се изградња новог објекта овог дома са условима за смештај 124 ученика оба пола, који финансира Министарство просвете науке и технолошког развоја Републике Србије.

### Основно образовање
Основно образовање у општини Трстеник датира од 1813. године, када је почела са радом школа у Великој Дренови, тако да је 2013. године обележено 200 година школства у трстеничком крају.
На територији општине Трстеник данас постоји осам матичних основних школа: три градске ( „ Живадин Апостоловић“, „Миодраг Чајетинац-Чајка“ и „Свети Сава“) и пет сеоских са подручним одељењима („Добрица Ћосић“ Велика Дренова, „Јован Јовановић-Змај“ Стопања, „Књегиња Милица“ Доњи Рибник, „Љубивоје Бајић“ Медвеђа, „Раде Додић“ Милутовац). Ове школе путем комбиноване наставе покривају образовање у свим сеоским подручјима у трстеничкој општини. У већем броју основних школа постоје и предшколски програми, док се предшколским васпитањем и образовањем најмлађих Трстеничана бави установа дечји вртић „Бисери“ који је основан пре 63 године и данас запошљава око 130 радника који раде у више предшколских објеката.Музичким образовањем и васпитањем бави се нижа музичка школа „Корнелије Станковић “.

### Средњошколско образовање
Средње образовање пружају Гимназија „Вук Караџић“ и Техничка школа са машинским, електротехничким и економским смером.
Средњошколско образовање пружају Гимназија Вук Караџић са друштвено-језичким и природно-математичким смером и Техничка школа Трстеник где се образују кадрови машинске, електротехничке и економске струке у трогодишњем и четворогодишњем трајању.

### Високо образовање
Високо образовање датира од 1962. године када је основана Висока техничка машинска школа струковних студија, која образује кадрове машинске струке. Намењена образовању инжењера, школа располаже следећим смеровима: хидраулика и пнеуматика, пољопривредно-прехрамбена опрема, производно машинство.
У Трстенику постоји и одсек приватног факултета ФОРКУП Нови Сад.

## Демографија
У насељу Трстеник живи 13800 пунолетних становника, а просечна старост становништва износи 38,5 година (37,8 код мушкараца и 39,2 код жена). У насељу има 6079 домаћинстава, а просечан број чланова по домаћинству је 2,83.
Ово насеље је великим делом насељено Србима (према попису из 2002. године).
|             | \| Демографија[6] \| Демографија[6] \| Демографија[6] \| \| Година \| Становника \| Становника \| \| -------------- \| -------------- \| -------------- \| \| 1948. \| 3.273 \| \| \| 1953. \| 5.312 \| \| \| 1961. \| 7.226 \| \| \| 1971. \| 9.957 \| \| \| 1981. \| 13.239 \| \| \| 1991. \| 18.441 \| 18.094 \| \| 2002. \| 17.180 \| 17.763 \| \| 2011. \| 15.282 \| \| |            |
| Демографија | |            |
| Година      | Становника | Становника |
| 1948.       | 3.273 |            |
| 1953.       | 5.312 |            |
| 1961.       | 7.226 |            |
| 1971.       | 9.957 |            |
| 1981.       | 13.239 |            |
| 1991.       | 18.441 | 18.094     |
| 2002.       | 17.180 | 17.763     |
| 2011.       | 15.282 |            |

| Етнички састав према попису из 2002.‍ | Етнички састав према попису из 2002.‍ | Етнички састав према попису из 2002.‍ | Етнички састав према попису из 2002.‍ | Етнички састав према попису из 2002.‍ |
| ------------------------------------ | ------------------------------------ | ------------------------------------ | ------------------------------------ | ------------------------------------ |
|                                      |                                      |                                      |                                      |                                      |
| Срби                                 | Срби                                 |                                      | 16.537                               | 96,25%                               |
| Роми                                 | Роми                                 |                                      | 176                                  | 1,02%                                |
| Црногорци                            | Црногорци                            |                                      | 105                                  | 0,61%                                |
| Југословени                          | Југословени                          |                                      | 58                                   | 0,33%                                |
| Горанци                              | Горанци                              |                                      | 40                                   | 0,23%                                |
| Хрвати                               | Хрвати                               |                                      | 17                                   | 0,09%                                |
| Македонци                            | Македонци                            |                                      | 17                                   | 0,09%                                |
| Словенци                             | Словенци                             |                                      | 5                                    | 0,02%                                |
| Румуни                               | Румуни                               |                                      | 4                                    | 0,02%                                |
| Муслимани                            | Муслимани                            |                                      | 3                                    | 0,01%                                |
| Мађари                               | Мађари                               |                                      | 3                                    | 0,01%                                |
| Бугари                               | Бугари                               |                                      | 3                                    | 0,01%                                |
| Руси                                 | Руси                                 |                                      | 2                                    | 0,01%                                |
| Немци                                | Немци                                |                                      | 2                                    | 0,01%                                |
| Чеси                                 | Чеси                                 |                                      | 1                                    | 0,00%                                |
| Словаци                              | Словаци                              |                                      | 1                                    | 0,00%                                |
| непознато                            | непознато                            |                                      | 67                                   | 0,38%                                |

| \| \| м \| \| \| ж \| \| ? \| 40 \| \| \| 45 \| \| 80+ \| 59 \| \| \| 102 \| \| 75—79 \| 129 \| \| \| 194 \| \| 70—74 \| 303 \| \| \| 328 \| \| 65—69 \| 476 \| \| \| 493 \| \| 60—64 \| 413 \| \| \| 461 \| \| 55—59 \| 401 \| \| \| 453 \| \| 50—54 \| 724 \| \| \| 734 \| \| 45—49 \| 869 \| \| \| 944 \| \| 40—44 \| 663 \| \| \| 779 \| \| 35—39 \| 483 \| \| \| 624 \| \| 30—34 \| 444 \| \| \| 491 \| \| 25—29 \| 584 \| \| \| 552 \| \| 20—24 \| 707 \| \| \| 668 \| \| 15—19 \| 764 \| \| \| 710 \| \| 10—14 \| 565 \| \| \| 547 \| \| 5—9 \| 403 \| \| \| 400 \| \| 0—4 \| 317 \| \| \| 311 \| \| Просек : \| 37,8 \| \| \| 39,2 \| |      |  |  |      |
| |      |  |  |      |
| | м    |  |  | ж    |
| ? | 40   |  |  | 45   |
| 80+ | 59   |  |  | 102  |
| 75—79 | 129  |  |  | 194  |
| 70—74 | 303  |  |  | 328  |
| 65—69 | 476  |  |  | 493  |
| 60—64 | 413  |  |  | 461  |
| 55—59 | 401  |  |  | 453  |
| 50—54 | 724  |  |  | 734  |
| 45—49 | 869  |  |  | 944  |
| 40—44 | 663  |  |  | 779  |
| 35—39 | 483  |  |  | 624  |
| 30—34 | 444  |  |  | 491  |
| 25—29 | 584  |  |  | 552  |
| 20—24 | 707  |  |  | 668  |
| 15—19 | 764  |  |  | 710  |
| 10—14 | 565  |  |  | 547  |
| 5—9 | 403  |  |  | 400  |
| 0—4 | 317  |  |  | 311  |
| Просек : | 37,8 |  |  | 39,2 |

| Година пописа     | 1948. | 1953. | 1961. | 1971. | 1981. | 1991. | 2002. |
| ----------------- | ----- | ----- | ----- | ----- | ----- | ----- | ----- |
| Број домаћинстава | 879   | 1.576 | 2.274 | 3.110 | 4.247 | 5.719 | 6.079 |

| Број чланова      | 1     | 2     | 3     | 4     | 5   | 6   | 7  | 8 | 9 | 10 и више | Просек |
| ----------------- | ----- | ----- | ----- | ----- | --- | --- | -- | - | - | --------- | ------ |
| Број домаћинстава | 1.162 | 1.475 | 1.323 | 1.659 | 324 | 115 | 16 | 4 | 1 | 0         | 2,83   |

| Пол    | Укупно | Неожењен/Неудата | Ожењен/Удата | Удовац/Удовица | Разведен/Разведена | Непознато |
| ------ | ------ | ---------------- | ------------ | -------------- | ------------------ | --------- |
| Мушки  | 7.059  | 2.195            | 4.401        | 256            | 177                | 30        |
| Женски | 7.578  | 1.761            | 4.463        | 889            | 431                | 34        |
| УКУПНО | 14.637 | 3.956            | 8.864        | 1.145          | 608                | 64        |

| Пол    | Укупно                    | Пољопривреда, лов и шумарство | Рибарство                            | Вађење руде и камена | Прерађивачка индустрија       |
| ------ | ------------------------- | ----------------------------- | ------------------------------------ | -------------------- | ----------------------------- |
| Мушки  | 3.524                     | 55                            | 0                                    | 0                    | 1.916                         |
| Женски | 3.198                     | 29                            | 0                                    | 0                    | 1.421                         |
| Укупно | 6.722                     | 84                            | 0                                    | 0                    | 3.337                         |
|        |                           |                               |                                      |                      |                               |
| Пол    | Производња и снабдевање   | Грађевинарство                | Трговина                             | Хотели и ресторани   | Саобраћај, складиштење и везе |
| Мушки  | 84                        | 65                            | 456                                  | 72                   | 67                            |
| Женски | 57                        | 13                            | 454                                  | 144                  | 24                            |
| Укупно | 141                       | 78                            | 910                                  | 216                  | 91                            |
|        |                           |                               |                                      |                      |                               |
| Пол    | Финансијско посредовање   | Некретнине                    | Државна управа и одбрана             | Образовање           | Здравствени и социјални рад   |
| Мушки  | 25                        | 280                           | 137                                  | 105                  | 73                            |
| Женски | 63                        | 245                           | 154                                  | 210                  | 252                           |
| Укупно | 88                        | 525                           | 291                                  | 315                  | 325                           |
|        |                           |                               |                                      |                      |                               |
| Пол    | Остале услужне активности | Приватна домаћинства          | Екстериторијалне организације и тела | Непознато            | Непознато                     |
| Мушки  | 68                        | 0                             | 0                                    | 121                  | 121                           |
| Женски | 72                        | 0                             | 0                                    | 60                   | 60                            |
| Укупно | 140                       | 0                             | 0                                    | 181                  | 181                           |

## Галерија
- Пејзаж у околини Трстеника
- Градско насеље Трстеник
- Црква Свете Тројице у Трстенику
- Дом културе у Трстенику
- Градски трг у Трстенику
- Позориште у Трстенику
- Споменик Партизанима у Трстенику
- Споменик кнегињи Милици у Трстенику
- Архив у Трстенику
- Фонтана у Трстенику
- Зграда општине Трстеник
- Прва петолетка
- Висећи мост
- Хала спортова
- Зграда архива
- Спомен чесма
- Манастир Велуће